# Lemnàcies
Les lemnàcies (Lemnaceae) són una família de plantes amb flors.
Actualment els taxonomistes botànics en lloc del nom de la família de les lemnàcies prefereixen emprar el nom de la subfamília Lemnoideae.
La llentia d'aigua és una espècie d'aquesta família, o subfamília.
Són plantes molt simples, ja que no tenen tija ni fulles veritables, ja que la fulla la constitueix un tal·loid que sura per sobre, o just per sota, de la superfície de l'aigua.

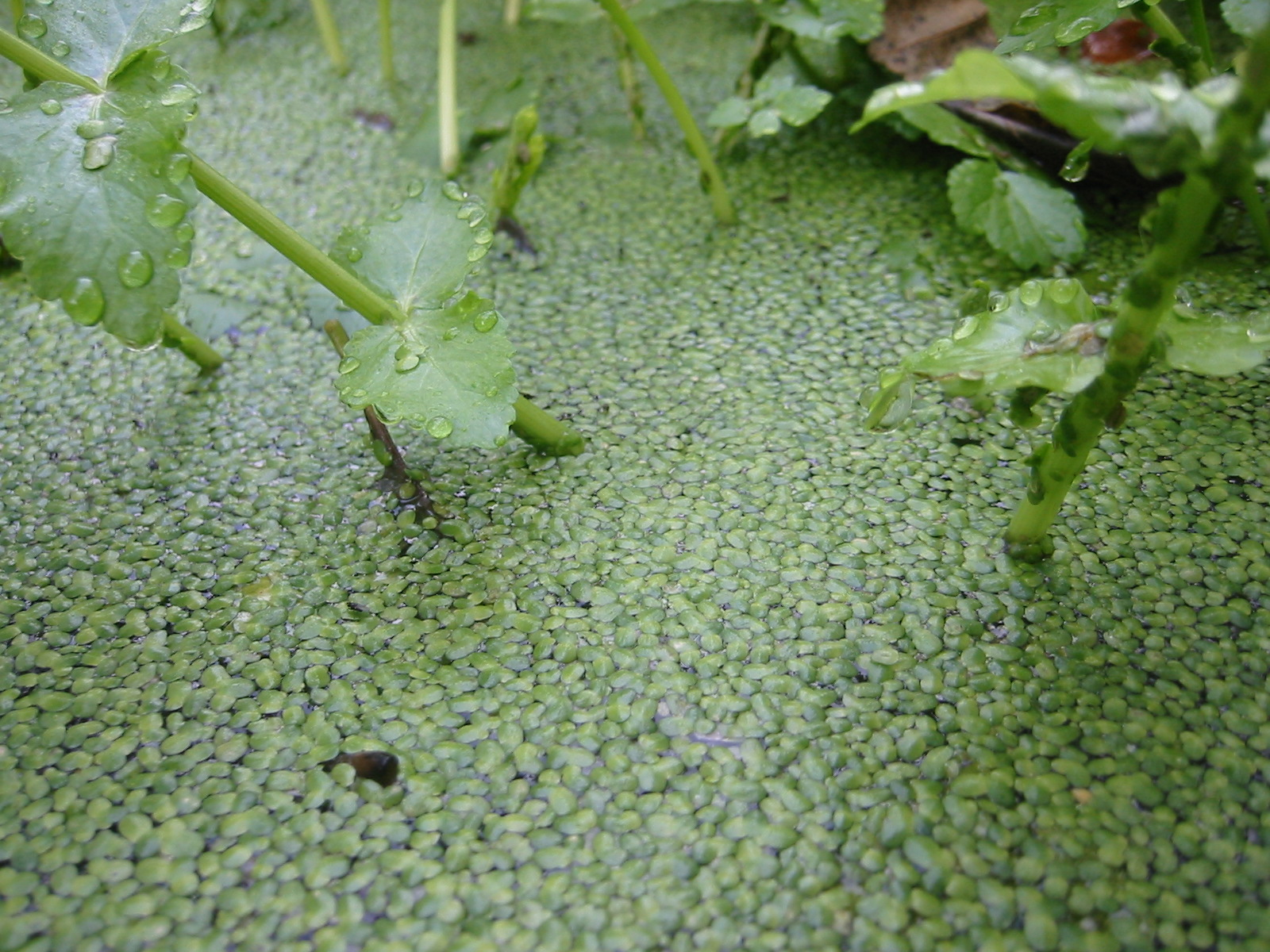
Llenties d'aigua a Galícia.
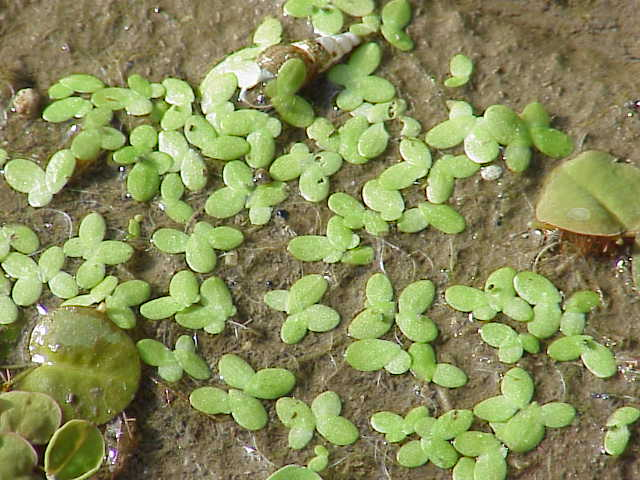
Lemna minor
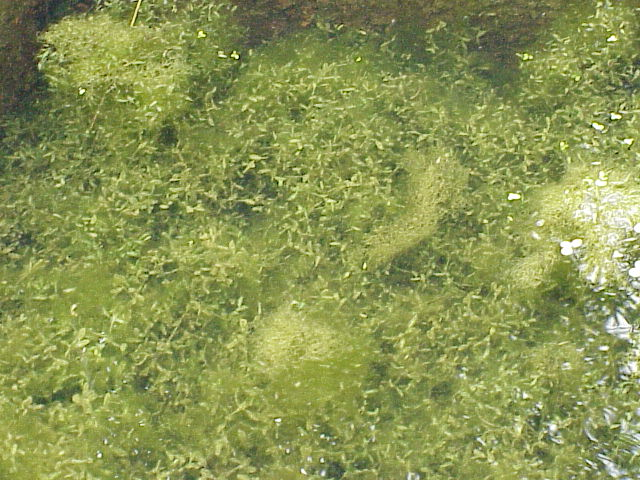
Lemna trisulca